# Phaselia phoeniciaria
Phaselia phoeniciaria är en fjärilsart som beskrevs av Turati och Krüger 1936. Phaselia phoeniciaria ingår i släktet Phaselia och familjen mätare. Inga underarter finns listade i Catalogue of Life.